# Вилья-Унион (муниципалитет)
Вилья-Унио́н (исп. Villa Unión) — муниципалитет в Мексике, штат Коауила, с административным центром в одноимённом городе. Численность населения, по данным переписи 2020 года, составила 6188 человек.

## Общие сведения
Название Unión с испанского языка — союз, дано после объединения в 1927 году двух муниципалитетов: Росалес и Гигедо.
Площадь муниципалитета равна 1855 км², что составляет 1,22 % от площади штата, а наивысшая точка — 619 метров, расположена в поселении Ла-Потаса.
Он граничит с другими муниципалитетами штата Коауила: на севере с Альенде и Навой, на востоке с Герреро, на юге с Хуаресом, и на западе с Сабинасом.

## Учреждение и состав
Муниципалитет был образован в 1927 году, в его состав входит 58 населённых пунктов, самые крупные из которых:
| Код INEGI                  | Населённый пункт                                                                         | Численность населения (2005 год) | Численность населения (2010 год) | Численность населения (2020 год) |
| -------------------------- | ---------------------------------------------------------------------------------------- | -------------------------------- | -------------------------------- | -------------------------------- |
| 037                        | Всего                                                                                    | 6138                             | 6289                             | 6188                             |
| 0001                       | Вилья-Унион (исп. Villa Unión) 28°13′14″ с. ш. 100°43′31″ з. д. (административный центр) | 5130                             | 5350                             | 5443                             |
| 0025                       | Ла-Лус (исп. La Luz) 28°09′33″ с. ш. 100°44′46″ з. д.                                    | 335                              | 311                              | 284                              |
| 0007                       | Ла-Асуфроса (исп. La Azufrosa) 28°15′02″ с. ш. 100°47′03″ з. д.                          | 127                              | 128                              | 107                              |
| 0014                       | Лос-Чаркос (исп. Los Charcos) 28°19′46″ с. ш. 100°44′15″ з. д.                           | 90                               | 93                               | 100                              |
| 0039                       | Эль-Порвенир (исп. El Porvenir) 28°21′16″ с. ш. 100°42′45″ з. д.                         | 99                               | 64                               | 70                               |
| —                          | Прочие                                                                                   | 357                              | 343                              | 184                              |
| Названия на карте Генштаба |                                                                                          |                                  |                                  |                                  |

## Экономическая деятельность
По статистическим данным 2000 года, работоспособное население занято по секторам экономики в следующих пропорциях:
- сельское хозяйство, скотоводство и рыбная ловля — 22,2 %;
- промышленность и строительство — 50,1 %;
- торговля, сферы услуг и туризма — 23,5 %;
- безработные — 4,2 %.

## Инфраструктура
По статистическим данным 2010 года, инфраструктура развита следующим образом:
- электрификация: 96,8 %;
- водоснабжение: 98 %;
- водоотведение: 82,3 %.